# Oskar Rohr
Oskar Rohr (ur. 24 marca 1912 w Mannheimie, zm. 8 listopada 1988) – niemiecki piłkarz, reprezentant kraju grający na pozycji napastnika.

## Kariera klubowa
Urodził się w Mannheimie, w Cesarstwie Niemieckim. Swoją przygodę z futbolem rozpoczął w 1928 w VfR Mannheim. W 1930 został piłkarzem Bayernu Monachium. Zdobył z zespołem mistrzostwo Niemiec w roku 1932.
Sezon 1933/1934 spędził w szwajcarskim Grasshopper Club, w barwach którego triumfował w Pucharze Szwajcarii. Po roku gry zasilił szeregi francuskiego RC Strasbourg. W sezonie 1936/1937 został z 30 bramkami królem strzelców rozgrywek. Łącznie w latach 1934–1939 strzelił dla drużyny ze Strasburga 118 bramek (najlepszy strzelec w historii klubu) w 136 meczach.
W 1940 został zawodnikiem FC Sète. W 1942, ze względu na II wojnę światową, był zmuszony zawiesić karierę, którą wznowił w 1945 w Schwaben Augsburg. W 1946 zaliczył krótki epizod w VfR Mannheim. W tym samym roku został piłkarzem FK Pirmasens, i już w pierwszym sezonie gry pomógł drużynie w awansie do Oberligi. Karierę zakończył w 1949 w SV Waldhof Mannheim.
| Sezon   | Klub                | Kraj                 | Rozgrywki               | Mecze | Bramki |
| ------- | ------------------- | -------------------- | ----------------------- | ----- | ------ |
| 1928/29 | VfR Mannheim        | Cesarstwo Niemieckie | Bezirksliga             |       |        |
| 1929/30 | VfR Mannheim        | Cesarstwo Niemieckie | Bezirksliga             |       |        |
| 1930/31 | Bayern Monachium    | Cesarstwo Niemieckie | Endrunde Süddeutschland |       |        |
| 1931/32 | Bayern Monachium    | Cesarstwo Niemieckie | Endrunde Süddeutschland | 12    | 13     |
| 1932/33 | Bayern Monachium    | III Rzesza           | Endrunde Süddeutschland |       |        |
| 1933/34 | Grasshopper Club    | Szwajcaria           | Nationalliga            | 20    | 23     |
| 1934/35 | RC Strasbourg       | Francja              | Première Division       | 22    | 20     |
| 1935/36 | RC Strasbourg       | Francja              | Première Division       | 28    | 28     |
| 1936/37 | RC Strasbourg       | Francja              | Première Division       | 29    | 30     |
| 1937/38 | RC Strasbourg       | Francja              | Première Division       | 30    | 25     |
| 1938/39 | RC Strasbourg       | Francja              | Première Division       | 27    | 15     |
| 1940/41 | FC Sète             | Francja              |                         |       |        |
| 1941/42 | FC Sète             | Francja              |                         |       |        |
| 1945    | Schwaben Augsburg   | Niemcy               | Oberliga                | 15    | 8      |
| 1946    | VfR Mannheim        | Niemcy               | Oberliga                | 7     | 3      |
| 1946/47 | FK Pirmasens        | Niemcy               | Landesliga              |       |        |
| 1947/48 | FK Pirmasens        | Niemcy               | Oberliga                | 21    | 11     |
| 1948/49 | SV Waldhof Mannheim | Niemcy               | Oberliga                | 17    | 5      |

## Kariera reprezentacyjna
Karierę reprezentacyjną rozpoczął 6 marca 1932 meczem przeciwko Szwajcarii, wygranym 2:0. Swój ostatni mecz w kadrze rozegrał 19 marca 1933 w Berlinie przeciwko Francji, w którym to spotkaniu strzelił 2 bramki, a spotkanie zakończyło się remisem 3:3. W sumie w narodowych barwach rozegrał 4 mecze i strzelił 5 bramek.
| Mecze i gole w reprezentacji | Mecze i gole w reprezentacji | Mecze i gole w reprezentacji | Mecze i gole w reprezentacji | Mecze i gole w reprezentacji | Mecze i gole w reprezentacji | Mecze i gole w reprezentacji |
| #                            | Data                         | Miasto                       | Przeciwnik                   | Gol                          | Wynik                        | Rozgrywki                    |
| ---------------------------- | ---------------------------- | ---------------------------- | ---------------------------- | ---------------------------- | ---------------------------- | ---------------------------- |
| 1.                           | 06.03.1932                   | Lipsk                        | Szwajcaria                   |                              | 2:0                          | towarzyski                   |
| 2.                           | 25.09.1932                   | Norymberga                   | Szwecja                      | Gol · Gol                    | 4:3                          | towarzyski                   |
| 3.                           | 01.01.1933                   | Bolonia                      | Włochy                       | Gol                          | 1:3                          | towarzyski                   |
| 4.                           | 19.03.1933                   | Berlin                       | Francja                      | Gol · Gol                    | 3:3                          | towarzyski                   |

## Osiągnięcia
- mistrzostwo Niemiec (1): 1932
- Puchar Szwajcarii (1): 1933/1934
- Król strzelców Premier Division (1): 1936/1937 (30 goli)